# 일신동
일신동(日新洞)은 인천광역시 부평구에 속해 있는 법정동이자 행정동이다. 행정 상의 일신동은 법률 상의 일신동과 구산동을 관할한다. 동쪽으로는 경기도 부천시 대산동, 남쪽으로는 남동구 만수동, 서쪽과 북쪽으로는 부개1동과 접한다.

## 역사
일신동은 해방후 모든것이 새로워진 동네라는 뜻에서 유래되었다. 구한말에는 부평군 동소정면 항동이었으나, 1914년 부천군 부내면 항동리로 바뀐 뒤 1940년에 인천부로 편입되면서 향취정이 되었고, 1946년에 일신동으로 바뀌어 지금에 이르고 있다. 1946년부터 1982년까지 부개동의 관할로 존속되었다 1982년에 부개동에서 분리되었다.

## 지리
생활권상의 일신동은 인천시내 또는 부평구 도심지보다는 부천시, 남동구와도 가깝다. 주변 지역이 부평권을 치고는 거리가 멀기 때문에 부천, 남동구의 생활권과도 연결되어 있고 이곳에서 시흥시, 안산시, 안양시, 군포시, 의왕시, 서울특별시는 물론 수원 이남의 경기 남부 지역과 충청도 이남의 지방도시까지도 연결 가능하고 도로 교통을 이용하여 부산광역시까지 내려오면 여객선을 통해 일본의 쓰시마섬까지도 바로 접근할 수 있는 지리적 이점이 있다.

## 교통

### 철도
- 철도는 부개역과 송내역에서 연계된다.

### 도로
- 북쪽으로는 경인로가 동쪽으로는 무네미로가 지나며, 수도권제1순환고속도로 송내 나들목이 경인로 상에 위치하고 있다.

### 버스
- 일신동에는 12번 버스의 종점을 두고 있으며, 그 외에도 11, 526번 버스도 통과하고 있다. 인근 무네미로에는 8, 14-1, 14-1A, 16-1, 20, 30, 103-1, 909번 등도 통과한다. 경인로에서는 부천 88번도 물론 통과한다.

## 주요 기관

### 아파트
- 대한주택공사
  - 일신주공 - 1995년 11월 입주 / 동신건설

### 교육 기관
- 인천일신초등학교
- 인천금마초등학교
- 한국폴리텍대학 인천캠퍼스

### 기타
- 일신시장
- 부평구장애인종합복지관
- 인천노동복지합동청사
  - 안전보건공단 중부지역본부
  - 근로복지공단 인천북부지사
    - 경인업무상질병판정위원회
    - 직업성폐질환연구소

  - 한국장애인고용공단 인천지사
  - 학교법인 한국폴리텍
- 근로복지공단 인천병원
- 글로벌숙련기술진흥원
- 제17보병사단